# Чёрный Колодезь (Курская область)
Чёрный Колодезь — деревня в Курчатовском районе Курской области. Входит в Костельцевский сельсовет.

## География
Деревня находится на ручье Чёрный Колодезь, притоке реки Прутище, в 41 км к северо-западу от Курска, в 23 км севернее районного центра — города Курчатов, в 7 км от центра сельсовета — села Костельцево.
Климат
Чёрный Колодезь, как и весь район, расположен в поясе умеренно континентального климата с тёплым летом и относительно тёплой зимой (Dfb в классификации Кёппена).

## История

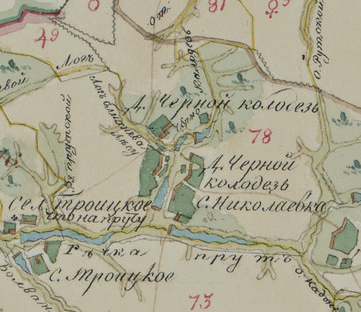
Чёрный Колодезь на карте 1785 года

Деревня получила название от ручья Чёрный Колодезь, на котором расположена.
В переписи 1678 года будущая деревня Чёрный Колодезь значится как деревня Лихвинцево Тинякова тоже. Её владельцами в то время были служилые люди Ильины, Русановы и Тиняковы. В этой же переписи указан починок на Чёрном колодезе, которым владел Аверкий Власов сын Мухин.
В XVIII—XIX веках в Чёрном Колодезе жили исключительно лично свободные однодворцы — потомки служилых людей. Помещичьих крестьян здесь не было.
По данным 1-й ревизии 1719 года в деревне Чёрный Колодезь жили однодворцы Ильины (8 дворов), Русановы, Тиняковы (по 4 двора), Гостевы, Мухины и Уткины (по 1 двору) — всего 120 душ мужского пола в 19 дворах.
До 1779 года деревня входила в состав Курицкого стана Курского уезда. В 1779—1924 годах в составе Фатежского уезда Курской губернии. 
Чёрный Колодезь был частью прихода Троицкого храма села Троицкого на Прутах.
По данным 5-й ревизии 1795 года в Чёрном Колодезе жили однодворцы Ильины (32 двора), Тиняковы (11 дворов), Русановы (8 дворов), Уткины (4 двора), Рышковы, Чудиновы (по 3 двора), Ширковы (2 двора), Гостевы, Мухины, Новосильцевы (по 1 двору) — всего 501 человек (257 мужчин и 244 женщины) в 66 дворах.
В XIX — начале XX века деревня входила в состав Сдобниковской волости Фатежского уезда.
По данным 7-й ревизии 1816 года в Чёрном Колодезе жили однодворцы Ильины (32 двора), Тиняковы (14 дворов), Уткины (5 дворов), Русановы, Рышковы (по 4 двора), Гостевы (2 двора), Музалевские, Новосильецевы, Чудиновы, Ширковы, Шматковы (по 1 двору) — всего 534 человека (279 мужчин и 255 женщин) в 66 дворах. 
По данным 8-й ревизии 1834 года в Чёрном Колодезе жили однодворцы Ильины (32 двора), Тиняковы (14 дворов), Уткины (6 дворов), Русановы, Рышковы (по 5 дворов), Гостевы (2 двора), Музалевские, Чудиновы, Ширковы, Шматковы (по 1 двору) — всего 538 человек (261 мужчина и 277 женщин) в 68 дворах.
В 1-й половине XIX века многие семьи переселялись из Чёрного Колодезя в Оренбургскую губернию.
По данным 9-й ревизии 1850 года в Чёрном Колодезе жили однодворцы Ильины (23 двора), Тиняковы (7 дворов), Уткины (6 дворов), Русановы, Рышковы (по 4 двора), Гостевы (2 двора), Музалевские, Чудиновы, Ширковы, Шматковы (по 1 двору) — всего 591 человек (273 мужчины и 318 женщин) в 50 дворах.
В 1862 в деревне было 89 дворов, проживало 609 человек (300 мужского пола и 309 женского). В 1877 году в Чёрном Колодезе было 95 дворов, проживало 607 человек.
Перепись 1897 года зафиксировала наибольшее число жителей Чёрного Колодезя — 754 человека (367 мужчин и 387 женщин). Всё население деревни исповедовало православие.
В 1902 году в деревне проживало 739 человек (350 мужского пола и 389 женского).
В 1911 году в Чёрном Колодезе было 104 двора. Наиболее распространёнными фамилиями в деревне в то время были Ильины (47 дворов), Уткины (13 дворов), Русановы (11 дворов), Рышковы (8 дворов), Тиняковы (6 дворов), Гостевы (4 двора).
В 1920-е годы восточная часть Чёрного Колодезя была выделена в деревню Русаново.
В 1928—1963 годах в составе Иванинского района.
В 1937 году в деревне было 48 дворов.
В 1950-е годы жители деревни работали в колхозе имени Сталина (центр в д. Николаевка).
В 1963—1977 годах в составе Льговского района.
С 1977 года в составе Курчатовского района.
До 2010 года Чёрный Колодезь входил в состав Николаевского сельсовета Курчатовского района, с 2010 года в составе Костельцевского сельсовета.

## Население
| 1795 | 1816 | 1834 | 1850 | 1862 | 1877 | 1897 |
| ---- | ---- | ---- | ---- | ---- | ---- | ---- |
| 501  | ↗534 | ↗538 | ↗591 | ↗609 | ↘607 | ↗754 |
| 1979 | 2002 | 2010 |      |      |      |      |
| ↘150 | ↘43  | ↘27  |      |      |      |      |

## Инфраструктура
Личное подсобное хозяйство. В деревне 31 дом.

## Транспорт
Чёрный Колодезь находится в 25 км от федеральной автодороги М2 «Крым», в 23 км от автодороги регионального значения 38К-017 (Курск — Льгов — Рыльск — граница с Украиной), в 0,2 км от автодороги межмуниципального значения 38Н-362 (38К-017 — Николаевка — Ширково), в 23 км от ближайшего ж/д остановочного пункта Курчатов (линия Льгов I — Курск).